# Frederiksborg Amt

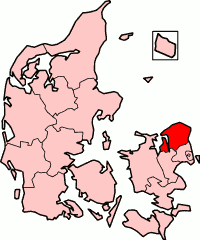
Frederiksborg Amt

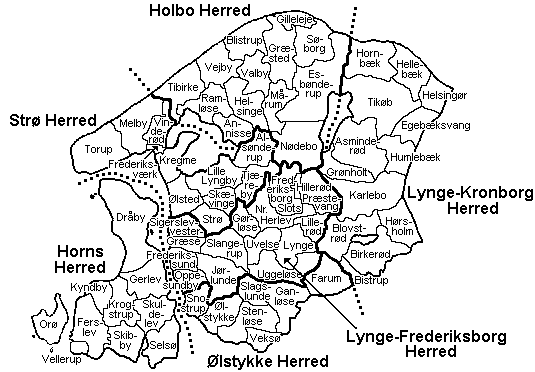
Frederiksborg Amt, indeling in parochies

Frederiksborg Amt was tussen 1793 en 1970 een van de amten van Denemarken. Het omvatte het noordoosten van het eiland Seeland. Bij de bestuurlijke herindeling van 1970 bleef het amt vrijwel ongewzijgd bestaan, alleen werd de indeling in herreder afgeschaft en vervangen door gemeenten.

## Herreder
Frederiksborg omvatte naast de steden Helsingør, Hillerød, Frederiksværk, en Frederikssund nog zes herreder.
- Holbo Herred
- Horns Herred
- Lynge-Frederiksborg Herred
- Lynge-Kronborg Herred
- Strø Herred
- Ølstykke Herred